# إدوارد كوب
إدوارد كوب (بالإنجليزية: Edward Cobb)‏ هو سياسي بريطاني (وحمل سابقاً جنسية المملكة المتحدة لبريطانيا العظمى وأيرلندا)، ولد في 4 سبتمبر 1891، وتوفي في 14 مايو 1957. حزبياً، نشط في حزب المحافظين. في الانتخابات الفرعية في مجلس العموم البريطاني ‏، انتخب عضو برلمان المملكة المتحدة الـ37 عن دائرة Preston ‏ (25 نوفمبر 1936 – 15 يونيو 1945).